# Jayson Blair
Jayson Blair (Detroit, 17 maggio 1984) è un attore statunitense, noto per il ruolo di Max Owens nella sitcom di MTV Hard Times - Tempi duri per RJ Berger. Ha fatto anche un cameo nella quarta puntata della prima stagione di Glee.

## Biografia
Blair ha frequentato L'Anse Creuse High School-North a Macomb. Dopo il diploma, è apparso negli spot di Taco Bell, Pizza Hut e Honda Civic.

## Filmografia

### Cinema
- Convincing Benny, regia di Bill Hooper - cortometraggio (2006)
- Big Game, regia di Steven Dieveney (2008)
- Public Relations, regia di Gianna Sobol (2010)
- The Steamroom, regia di Donald Lawrence Flaherty (2010)
- #Stuck, regia di Stuart Acher (2012)
- Detention of the Dead, regia di Alex Craig Mann (2012)
- Free Fall – Caduta libera (Free Fall), regia di Malek Akkad (2014)
- Whiplash, regia di Damien Chazelle (2014)
- The Dog Lover, regia di Alex Ranarivelo (2016)

### Televisione
- CSI: NY - serie TV, un episodio (2006)
- Heroes - serie TV, un episodio (2009)
- Glee - serie TV, un episodio (2009)
- My Date - serie TV, un episodio (2009)
- Rizzoli & Isles - serie TV, un episodio (2010)
- The Protector - serie TV, un episodio (2011)
- Hard Times - Tempi duri per RJ Berger - serie TV, 24 episodi (2010-2011)
- Criminal Minds: Suspect Behavior - serie TV, un episodio (2011)
- The Closer - serie TV, un episodio (2012)
- 2 Broke Girls - serie TV, un episodio (2012)
- The New Normal – serie TV, 22 episodi (2012-2013)
- Young & Hungry - Cuori in cucina - sitcom, 5 episodi (2015-2016)
- Life Sentence - serie TV, 13 episodi (2018)

## Programmi televisivi
- Disaster Date (2011): Se stesso

## Pubblicità
- Dateline NBC (2004): Ospite
- Only you can save energy (2011)
- Pizza Hut
- Taco Bell
- Honda Civic

## Doppiatori italiani
Nelle versioni in italiano dei suoi lavori, Jayson Blair è stato doppiato da:
- Francesco Pezzulli in CSI: NY
- Daniele Giuliani in Life Sentence
- Federico Viola in Good Trouble
- Marco Barbato in 9-1-1